# سارة بولسون
سارة بولسون (بالإنجليزية: Sarah Paulson) مواليد 17 ديسمبر 1974 في تامبا، فلوريدا، الولايات المتحدة، هي ممثلة أمريكية بدأت مسيرتها الفنية عام 1994.
ولدت سارة كاثرين بولسون في السابع عشر من ديسمبر عام 1974. حصلت سارة على العديد من الجوائز من ضِمنها جائزة إيمي والغولدن غلوب. كما اختارت مجلة «التايم» سارة بولسون كإحدى الشخصيات المئة الأكثر تأثيرًا في العالم في عام 2017.
تُعتبر سارة بولسون من السكان الأصليين لمدينة باما في فلوريدا، حيث ترعرعت سارة في مدينة نيويورك بعد طلاق والديها. بدأت سارة مِهنة التمثيل في الإنتاج المسرحي لمدينة نيويورك بعد إتمامها المدرسة الثانوية قبل مشاركتها في المسلسل التلفزيوني القصير أميريكان غاثك بين عامي 1995 و1996 وأيضًا شاركت في مسلسل جاك وجيل بين عامي 1999 و2001. ظهرت سارة لاحقًا في الأفلام الكوميدية مثل وات ويمين وأنت في عام سنة 2000 وكذلك فيلم داون وذ لاف في سنة 2003 وظهرت بولسون أيضًا في أفلام الدراما على غِرار باث تو وور في سنة 2002 ونتوريس بيتي بيج في عام 2005. وبِدءًا من عام 2006-2007، شاركت سارة بدور هارييث هيز في إستوديو إن بي سي للمسلسلات الكوميدية الدرامية في سانسيت ستريب والذي من خلاله وصلت سارة إلى أول ترشيحاتها لجائزة الكرة الذهبية أو ما يسمى بالغولدن غلوب. وفي عام 2008، مثلت سارة دور إلين دولان في فيلم البطل الخارق ذا سيبريت أو الروح.
ظهرت بولسون في مسرح برودواي في مسرحية دا غلاس مناجري أو حديقة الحيوانات الزجاجية في عام 2005 وظهرت أيضًا في مسرحية كوليكتد ستوريز أو القصص المجموعة في عام 2010.  شاركت سارة في عدد من الأفلام المستقلة، وكان لها دور قيادي في المسلسل الكوميدي لمجموعة بي بي سي في عام 2010. وشاركت لاحقًا في المسلسل الدرامي المستقل مارثا مارسي مي مارلين في سنة 2011، إثر ذلك، استلمت سارة ترشيحات جواز إيمي وغولدن غلوب لمشاركتها في دور نيكول والاس في فيلم غيم تشينج في شركة إيتش بي أو الأمريكي في سنة 2012. وفي عام 2013، أُعطيت دورًا مميزًا هو دور ماري إبس في مسلسل الدراما التاريخي تويلف ييرز أسليف، وظهرت بشخصية أبي جيهارد في فيلم الدراما الرومانسي في سنة 2015 تحت اسم كارل، وفي عام 2017، شاركت سارة بدور طوني براد في مسلسل الدراما السياسي ذا بوست، حيث تم ترشيح كل هذه الأفلام لجوائز الأوسكار المتعددة. هناك أفلام أخرى لسارة بولسون من ضمنها سيرنتي في عام 2005، نيويرز إيفا في عام 2011، ماد في عام 2012، بلو جي في عام 2016، أوشنز آيت في عام 2018، بيرد باكس في عام 2018 وغلاس في عام 2019.
في سنة 2011، بدأت سارة بطولتها في مسلسل المقتطفات الخاص بأميركان هورر ستوري أو قصة الرعب الأمريكية، مؤدية دور شخصيات مختلفة في عديد من الأجزاء التسعة للبرنامج. حيث استلمت سارة خمسة ترشيحات لجائزة إيمي وفازت أيضًا بجائزة كرتكس جويس تيليفيشن أو تلفزيون اختيار النقاد وذلك لخلفية أدائها في المسلسل. في عام 2016، مثلت سارة دور حياة المدعي العام الحقيقية لـمارسيا كلارك في الموسم الأول من مسلسل المقتطفات أميريكان هورر ستوري، تحت عنوان ذا بيبل في. أو. جي. سيمبسون، والذي حصلت سارة في إثره على إشادة النقاد وكذلك على العديد من الجوائز، من ضِمنها جائزة إيمي وغولدن غلوب أو الكرة الذهبية.  

## حياتها السابقة
ولدت بولسون في السابع عشر من ديسمبر عام 1974 في مدينة تامبا بولاية فلوريدا، ابنةً لكاثرين جوردان ني دولكاتير ودولكاتير لايل دوغلاس بولسون الثاني. أمضت سارة حياتها السابقة بالعيش في جنوب تامبا حتى طلاق والديها عندما كانت في سن الخامسة من عمرها. أقامت سارة مع أُمها وأختها مين بعد انفصال والديها، ومن ثم انتقلت إلى مدينة نيويورك. عملت أُمها كنادلة بينما عاشت بولسون في حدائق كوينز وجريميرسي، قبل أن تمكث في حديقة سلوب في بروكلين. تتذكر سارة تلك الفترة «عندما كانت أمي في السابعة والعشرين من عمرها [عندما انتقلنا]. لم تكن تعرف أي شخص في نيويورك. بعدها حصلت على وظيفة في مطعم ساردي... كانت شجاعة جداً لدرجة أنها ظهرت بشكل أساسي كمبتدئة في فلوريدا تامبا تحديداً، حيث تمتعت بقدرتها على تأدية رقصة كاتيليان الرسمية، نضجت والتقطت طفليها وجلبتهما إلى أعظم مدينة في العالم. كانت أمي بطلي بتلك الطريقة».
قضت سارة فصول الصيف في فترة طفولتها في مدينة فلوريدا من خلال البقاء مع والِدها الذي كان مسؤولًا في شركة تامبا لصِناعة الأبواب. التحقت سارة بالمدرسة الابتدائية لمدينة بروكلين قبل انضمامها إلى مدرسة مانهاتن وثانوية فيوريلو إيتش. لغارديا والمدرسة الأكاديمية الأمريكية الخاصة بالفنون المسرحية.

## مهنتها

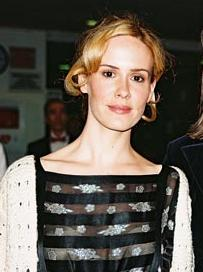
سارة بولسون

### خلال 1994-2007
بدأت سارة بولسون العمل كممثلة فور تخرجها في المدرسة الثانوية. حيث ظهرت في مسرحية الرسوم المتحركة لـهورتون فوت في مسرح سيغنتشر أو مسرح التوقيع، وظهرت أيضًا في حلقة من حلقات المسلسل التلفزيوني لو آند أودير أو القانون والنظام في عام 1994. في السنة اللاحقة، ظهرت سارة في المسلسل التلفزيوني الرسمي فريندز أت لاست أو أصدقاء في الماضي للمُخرجة كاثلين تيرنير في عام 1995، مؤديةً دور شخصية النسخة البالغة لابنة كاثلين. شاركت سارة أيضًا في المسلسل التلفزيوني القصير أمريكان غاثك في نفس السنة، مؤديةً دور شبح المرأة المقتولة.
في عام 1997، شاركت في أول فيلم روائي لها من خلال الفيلم المستقل لافيتيشن أو الاسترفاع، مؤدية دور المرأة التي اكتشفت أنها حامل بعد لقاء جنسي غير معروف. أشارت ليوناردو كلادي، أحد أعضاء شركة فيرتي، إلى أن بولسون ومساعديها غير مدعومين بالسيناريو، حيث خلصت إلى أن: «فيلم لافيتيشن ذو طابع تهجمي عصبي، إضافةً إلى كونه فيلمًا ذا قصة طويلة معقدة حول الهوية والانتماء. ويُعد هذا الفيلم مزيجًا غير متجانس من الدراما المثيرة والواقعية السحرية والجهد المستقل الذي سيمر بوقت عصيب في الساحة التمثيلية. شاركت سارة أيضاً في مسرح أوف برادوي في إنتاج فيلم كيلير جو أو القاتل جو في خريف عام 1998. لعبت سارة بعد ذلك دور إليسا كرونكايت في المسلسل الدرامي الكوميدي جاك وجيل لشركة وارنر برذرز وذلك في عام 1999. وفي نفس العام، كانت سارة ضمن الطاقم المتمثل بـ جولييت لويس وديان كيتون في المسلسل الدرامي ذي أذر سيستر أو الأخت الأخرى، مؤدية دور المرأة المثلية المعاقة تنموياً في سان فرانسيسكو، ولعبت سارة أيضًا فيه دور المساعد بشخصية الرهينة في المسلسل الكوميدي هولد آب، مع الممثل جيمي فوكس. في السنة الموالية، شاركت سارة بدور صغير داعم في المسلسل الكوميدي وات ويمين وأنت أو ما تُريده المرأة بمشاركة مل غبسون وهيلين هانت.
حظت سارة أيضًا بدور متكرر كقاصرة في مسلسل ديدوود أو الأغصان الميتة لشركة إيتش بي أو في عام 2005-2006، حيث كانت الشخصية التي تلعبها محورية في حلقة من مسلسل نيك/ توك لشركة أوف إكس للإنتاج. وكان لسارة دور شخصية رئيسية في مسلسل ليب أوف فيث أو قفزة الإيمان العائد لشركة إن بي سي للإنتاج السينمائي. في عام 2003، كانت سارة في دور أساسي ضمن طاقم التمثيل في الحقبة الكوميدية في مسلسل داون وذ لاف، حيث تم تصويره من قبل الصديق والكاتب والمحرر ريني زيلوير.

## قائمة الأعمال

### الأفلام
- (2000) ما تريده النساء[22]
- (2011) ليلة رأس السنة
- (2012) تغيير اللعبة[23]
- (2013) عبد لاثني عشر عاما[24][25]
- (2015) عداء
- (2015) كارول[26]
- (2017) ثائر في حقل الشوفان
- (2017) ذا بوست
- (2018) أوشنس 8
- (2018) صندوق الطائر
- (2019) الحسون
- (2019) جلاس

### المسلسلات
- تشريح غراي
- قصة جريمة أمريكية
- قصة رعب أمريكية

## وصلات خارجية
- سارة بولسون على موقع IMDb (الإنجليزية)
- سارة بولسون على موقع ميتاكريتيك (الإنجليزية)
- سارة بولسون على موقع روتن توميتوز (الإنجليزية)
- سارة بولسون على موقع قاعدة بيانات الأفلام العربية
- سارة بولسون على موقع ألو سيني (الفرنسية)
- سارة بولسون على موقع ميوزك برينز (الإنجليزية)
- سارة بولسون على موقع تيرنر كلاسيك موفيز (الإنجليزية)
- سارة بولسون على موقع أول موفي (الإنجليزية)
- سارة بولسون على موقع بوكس أوفيس موجو (الإنجليزية)
- سارة بولسون على موقع قاعدة بيانات برودواي على الإنترنت (الإنجليزية)
- سارة بولسون في قاعدة بيانات أقل من برودواي على الإنترنت